# Торральба-де-Оропеса
Торральба-де-Оропеса (ісп. Torralba de Oropesa) — муніципалітет в Іспанії, у складі автономної спільноти Кастилія-Ла-Манча, у провінції Толедо. Населення — 272 особи (2010).
Муніципалітет розташований на відстані близько 130 км на південний захід від Мадрида, 95 км на захід від Толедо.

## Демографія
Динаміка населення (INE ):

## Галерея зображень

Розташування муніципалітету у провінції Толедо